# Puffinus baroli
La pardela de Barolo (Puffinus baroli), también denominada pardela chica del norte o pardela de la Macaronesia, es una especie de ave procellariforme de la familia Procellariidae que cría en Macaronesia y habita principalmente en el Atlántico norte. Su nombre científico conmemora al marqués italiano Carlo Tancredi Falletti di Barolo.

## Taxonomía
Anteriormente se consideraba una subespecie de la pardela chica (Puffinus assimilis) del Hemisferio Sur. Sin embargo análisis de secuencias de ADN mitocondrial indicaban que las formas baroli y boydi estaban más cerca de la subespecie nominal de pardela de Audubon que de la nominal de pardela chica. Como las diferencias morfológicas y genéticas son pequeñas y además no se solapan sus áreas de distribución su clasificación es un asunto de opinión, y su taxonomía no está establecida de forma general. Aunque algunas instituciones (como BirdLife International) no han actualizado sus clasificaciones mantiene a las formas baroli y boydi como subespecies de pardela chica. La BOU ha aceptado a P. baroli como especie separada, al igual que en obras como Clements checklist.

## Descripción
Las características que distinguen a la pardela de Barolo de Features pardela pichoneta y otras especies de Puffinus del Atlántico norte son su rostro claro, sus alas más cortas y redondeadas, con la parte superior gris plateado, y sus patas azules. Crían en las islas Canarias, Madeira y de Cabo Verde.